# 汗衫

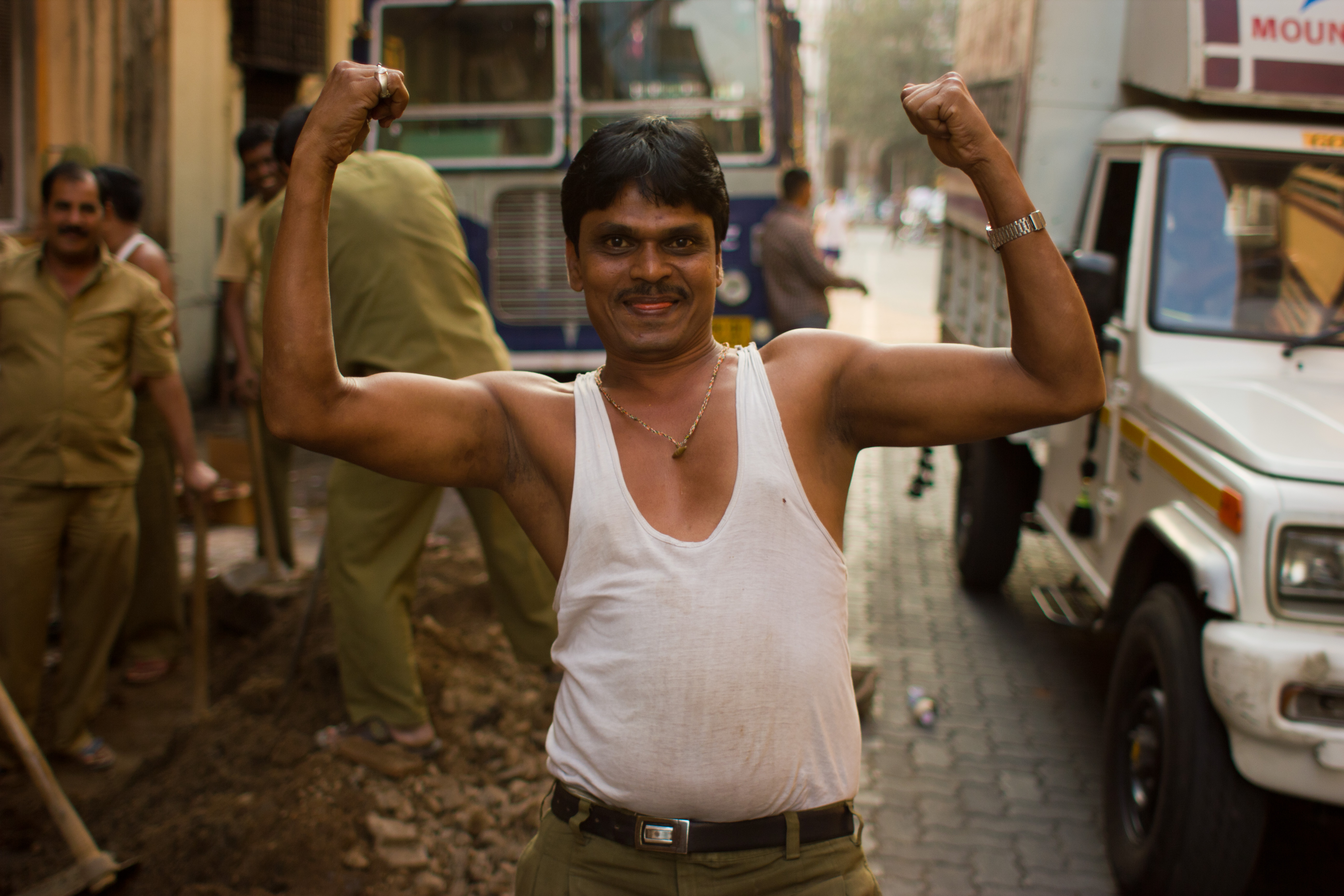
老式背心樣式

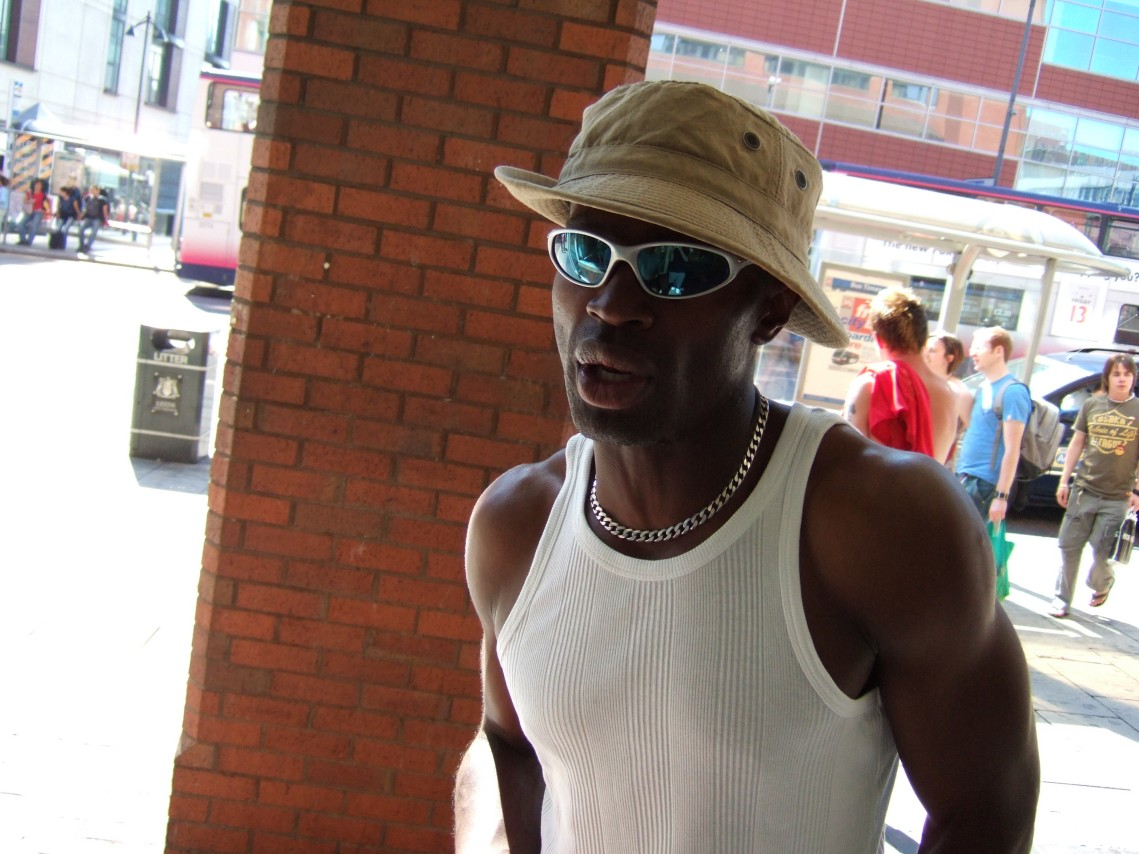
背心（A-Shirt）樣式。

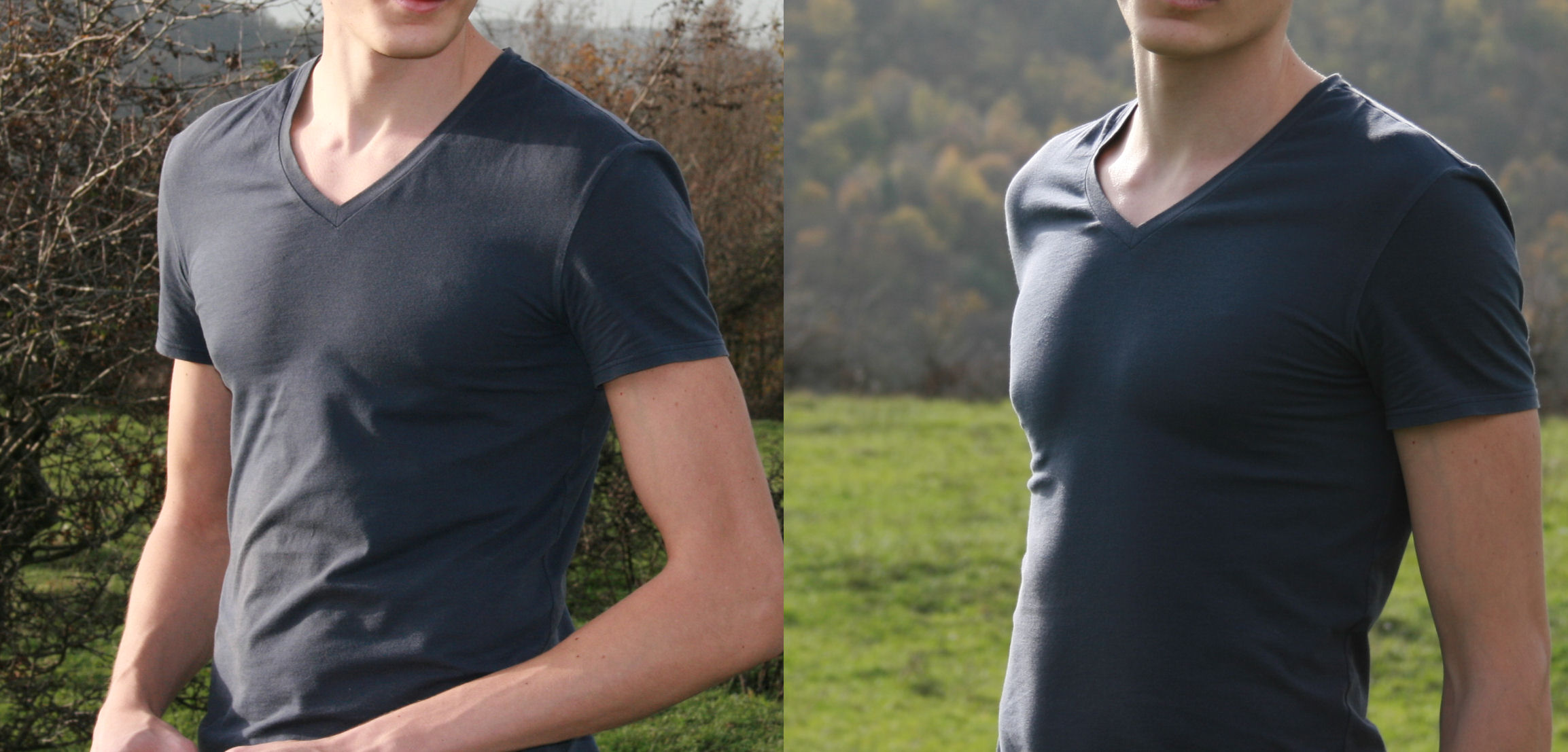
T恤（T-Shirt）樣式。

汗衫是內衣的一種，是一種穿著在內的衣裳。汗衫的主要作用就是吸收人體散發的汗水和氣味，或者是保護身體不受他人或其他不適衣物（例如某些強制性工作制服）的磨損。它分為短袖或無袖，最常穿著與男性上半身。此外汗衫還有較低的圓領款式，可以用於運動及鍛煉。
穿著汗衫可以使得身體不至於過度裸露，而在冬天穿著則可以增加保暖。

## 發展史
工廠批量生產汗衫在20世紀初期的西方世界變得普遍起來。汗衫的出現將原本流行的連衫褲式整體內衣變成了上、下兩件式。